# Кобелячківська волость

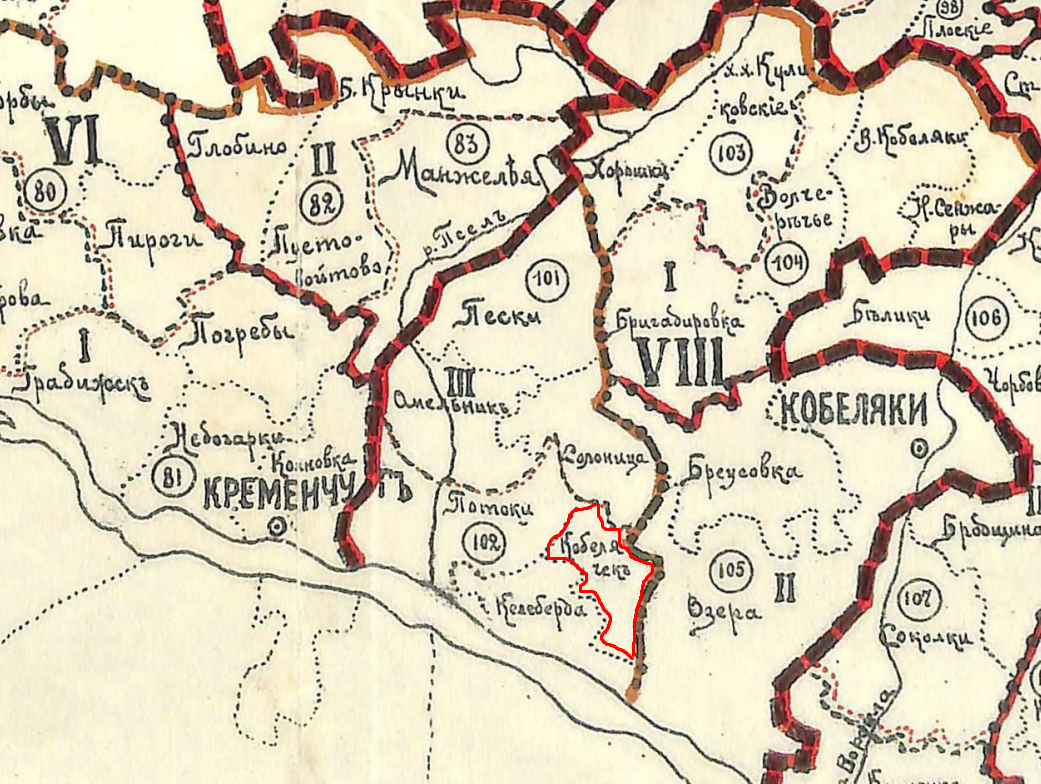
Кобелячківський повіт на карті Лева Падалки "Карта территориального разграничения Полтавской Губернии в масштабах местных изучений" 1914 року

Кобелячківська волость — адміністративно-територіальна одиниця Кременчуцького повіту Полтавської губернії з центром у селі Кобелячок.
Старшинами волості були:
- 1900—1904 роках Федір Петрович Малик[1],[2];
- 1913 року Юхим Іванович Прокопенко[3];
- 1915 року Нестор Трохимович Пасько[4].

## Розподіл земель та населення
Згідно данних станом на 1885 рік, волость мала таки показники: 
| В складі волості    | В складі волості | В складі волості | В складі волості | В складі волості       | В складі волості      | В складі волості      | В складі волості          | В складі волості          | В районі                  | В районі                  | В районі                  | В районі                  | В межах волосної території | В межах волосної території | В межах волосної території | В межах волосної території |
| Число               | Число            | Число            | Число            | Населення              | Населення             | Населення             | Кількість землі (десятин) | Кількість землі (десятин) | Кількість землі (десятин) | Кількість землі (десятин) | Кількість землі (десятин) | Кількість землі (десятин) | Кількість землі (десятин)  | Кількість землі (десятин)  | Населення                  | Населення                  |
| сільських товариств | общин            | поселень         | дворів           | за ревізією(чол.статі) | За сімейними списками | За сімейними списками | У селянських володіннях   | У селянських володіннях   | В приватній власності     | В приватній власності     | іншої                     | іншої                     | всій                       | орної                      | чол.статі                  | жіночої статі              |
| сільських товариств | общин            | поселень         | дворів           | за ревізією(чол.статі) | чол.статі             | жіночої статі         | всій                      | орної землі               | всій                      | орної землі               | всій                      | орної                     | всій                       | орної                      | чол.статі                  | жіночої статі              |
| 12                  | 12               | 49               | 900              | 2727                   | 3270                  | 3393                  | 5923                      | 5173                      | 7627                      | 4907                      | 48                        | 33                        | 13598                      | 10113                      | 3442                       | 3625                       |

## Населені пункти

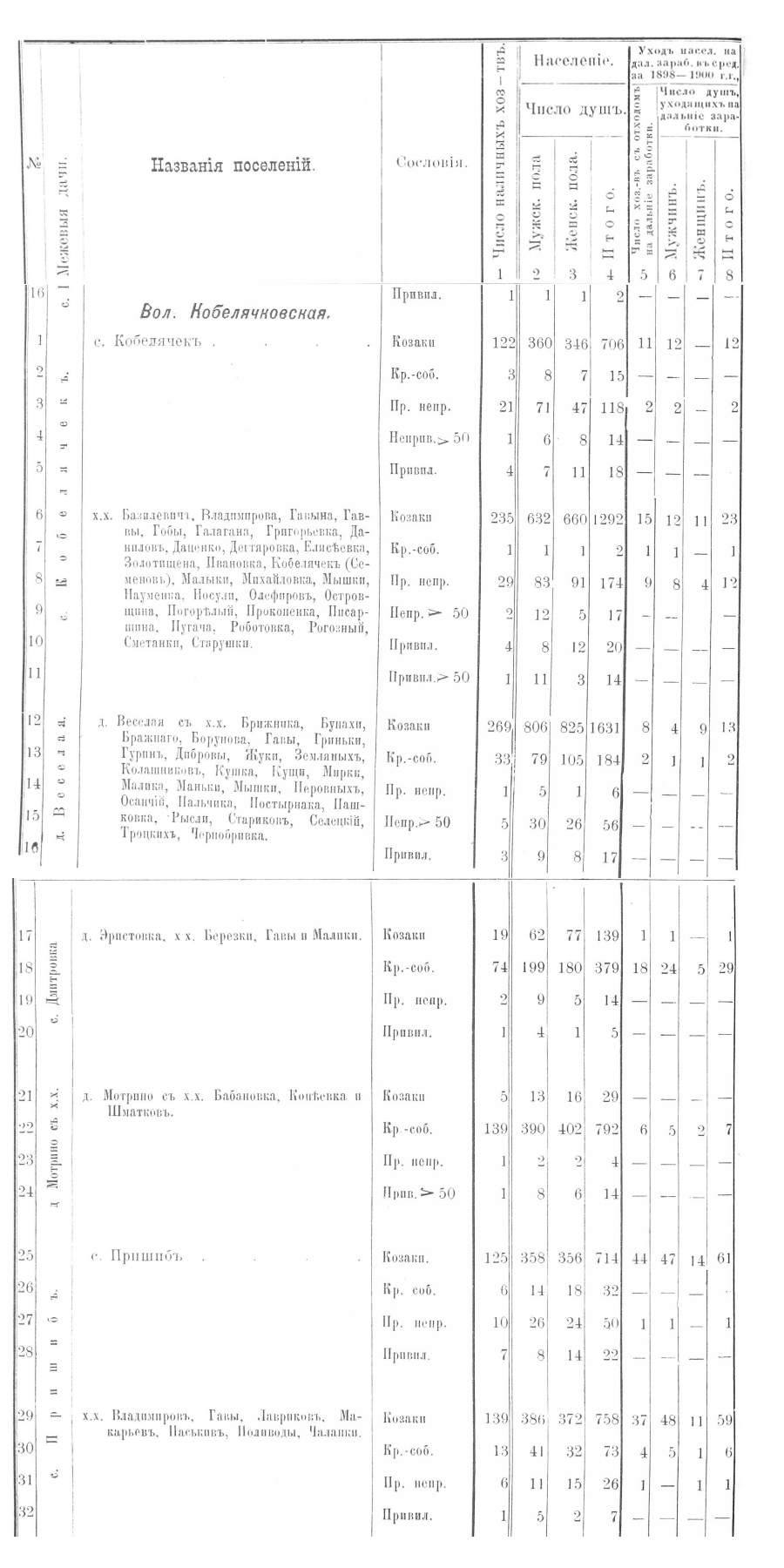
Кобелячківська волость на 1900 рік

Найважливіші поселення за описом 1885 року:
- Кобелячок - село при річці Кобелячок, дворів - 87, жителів - 920, волосне правління, церковно-парафіяльна школа, 3 постоялі двори, 13 лавок, 17 водяних млинів, базар, 4 ярмарки
- Пришиб - село при річці Кобелячок, дворів - 81, жителів - 650, православна церква, 2 постоялих двори, 2 лавки, ярмарка, 3 вітряних млини, маслобійний завод.

Згідно "Список населених пунктів Полтавської губернії станом на 1910 рік" Кобелячківська волость складалась з таких населенних пунктів:
1. Бабанівка х., Кобелячківська волость
2. Бражники І х., Кобелячківська волость
3. Бражники II х., Кобелячківська волость
4. Булахи-Троцький х., Кобелячківська волость
5. Варуни х., Кобелячківська волость
6. Володимирівка (Куманівка) д., Кобелячківська волость
7. Весела д., Кобелячківська волость
8. Гавви х., Кобелячківська волость
9. Галагани х., Кобелячківська волость
10. Гончарівка х., Кобелячківська волость
11. Григорівка х., Кобелячківська волость
12. Гриньки х., Кобелячківська волость
13. Гурини х., Кобелячківська волость
14. Давидівка (Маслівщина) д., Кобелячківська волость
15. Даценка (Безуглий) х., Кобелячківська волость
16. Даценка х., Кобелячківська волость
17. Еристівка д., Кобелячківська волость
18. Калашники х., Кобелячківська волость
19. Кобелячок с., Кобелячківська волость
20. Колоди (Берези) х., Кобелячківська волость
21. Корніївка (Баришниківка) д., Кобелячківська волость
22. Костини (Жуки) х., Кобелячківська волость
23. Костини х., Кобелячківська волость
24. Кушки х., Кобелячківська волость
25. Лаврикова д., Кобелячківська волость
26. Макаренка д., Кобелячківська волость
27. Малики (Крамарі) х., Кобелячківська волость
28. Малики І (Кирилівка) х., Кобелячківська волость
29. Малики II (Маячка) х., Кобелячківська волость
30. Малики III (Кірасири) х., Кобелячківська волость
31. Маньки х., Кобелячківська волость
32. Махни х., Кобелячківська волость
33. Мирки х., Кобелячківська волость
34. Мишки х., Кобелячківська волость
35. Мотрине д., Кобелячківська волость
36. Нерівний х., Кобелячківська волость
37. Новоселівка х., Кобелячківська волость
38. Носулі х., Кобелячківська волость
39. Олефіри І х., Кобелячківська волость
40. Олефіри II х., Кобелячківська волость
41. Осначі х., Кобелячківська волость
42. Пальчики х., Кобелячківська волость
43. Пашківка (Сохинівка) д., Кобелячківська волость
44. Пришиб с., Кобелячківська волость
45. Пугачі (Нестерівка) х., Кобелячківська волость
46. Рили х., Кобелячківська волость
47. Роботівка д., Кобелячківська волость
48. Рогозний х., Кобелячківська волость
49. Селецький х., Кобелячківська волость
50. Сметанки х., Кобелячківська волость
51. Старушки х., Кобелячківська волость
52. Старушківка д., Кобелячківська волость
53. Старчики-Загорянський х., Кобелячківська волость
54. Старчики-Прокопенки х., Кобелячківська волость
55. Старчики-Репешенки х., Кобелячківська волость
56. Старчики-Снігури х., Кобелячківська волость
57. Фещенка (Зубки) х., Кобелячківська волость
58. Шматкове х., Кобелячківська волость
59. Яременки (Землянки) х., Кобелячківська волость